# Frieda Schwarz
Frieda Schwarz (* 18. Dezember 1887 in Höhr-Grenzhausen; † 5. November 1954 in Lengerich) war eine deutsche Schauspielerin, Rechtsanwältin und Notarin. Nach ihr wurde in Ostbevern der Frieda-Schwarz-Weg benannt.

## Leben
Frieda Schwarz wurde als Frieda Bahl in einem kleinen Dorf geboren. Sie absolvierte die Volksschule und die Oberschule in Höhr-Grenzhausen. Noch vor dem Ersten Weltkrieg zog sie in die Vereinigten Staaten von Amerika. In Hollywood arbeitete sie als Schauspielerin, wandte sich aber nach dem Krieg dem Studium der Jurisprudenz zu, das sie mit dem ersten Staatsexamen in Köln und dem zweiten in Berlin 1928 abschloss. Während dieser Zeit promovierte sie an der Universität Leipzig 1924 „cum laude“. Von 1928 bis 1932 arbeitete sie als Gerichtsassessor am Landgericht I in Berlin.  Am 3. Juni 1932 heiratete sie den Senatspräsidenten August Schwarz, der dem Oberlandesgericht in Hamm vorstand. Durch Kriegsauswirkungen verlor das Ehepaar seine Wohnstätte in Hamm und zog notgedrungen nach Ostbevern.

## Einsatz für Ostbevern
Am 2. April 1945 wurde Ostbevern den anrückenden US-amerikanischen Streitkräften, der 36. Squadron der 11. Cavalry Group des 11th Armored Cavalry Regiment übergeben, obwohl der Volkssturm mobilisiert worden war. Amtsrentmeister Heinrich Reckermann übergab den Ort um 22 Uhr am Haus Middrup-Dierkes, da der Amtsbürgermeister Haase geflohen war. Er versicherte, dass sich innerhalb der Gemeindegrenzen keine deutschen oder feindlichen Soldaten befinden würden; vom Kirchturm der St.-Ambrosius-Kirche wehte die weiße Fahne. Als die vom Flugplatz Münster-Handorf nach Osten zurückweichenden Sicherungstruppen durch die Nahtstelle des Ruhrkessels zwischen den englischen Truppen im Norden (Greven) und den amerikanischen Truppen im Süden nach Osten aus dem Kessel durchstoßen wollten, kam es noch am folgenden Tag zu blutigen Kampfhandlungen, die sich besonders in der Nacht vom 3. auf den 4. April 1945 steigerten. Siehe hierzu: Gefecht vom 3. auf den 4. April 1945.  Die US-amerikanischen Truppen zogen sich daraufhin nach Süden zurück. Ursprünglich war geplant, dass Ostbevern nun von der United States Air Force bombardiert werden sollte.  Es gelang jedoch Frieda Schwarz, die US-Amerikaner davon zu überzeugen, dass der Angriff kein Wortbruch des Amtsrentmeisters darstellte und man in Ostbevern damit nichts zu tun hätte. - Solche Vergeltungsaktionen waren nicht unüblich, wie z. B. Sögel im Emsland zeigt. Daraufhin verzichtete die US-Army auf Vergeltungsmaßnahmen. Es waren nicht nur die Englischkenntnisse, sondern vor allem ihr Einfühlungsvermögen und die Erfahrungen mit der amerikanischen Mentalität, mit der sie vieles verhindern bzw. abmildern konnte. Ihr gelang es so, viele Männer vor der Kriegsgefangenschaft zu bewahren. So hat z. B. Carl Esser einen schwer verwundeten Offizier in das amerikanische Lazarett an der Grevener Straße gebracht. Da er sich nur als Veterinärarzt der Wehrmacht ausweisen könnte, drohte ihm die Kriegsgefangenschaft, was durch Frieda Schwarz verhindert wurde. Aber auch die standrechtliche Erschießung des Dorfpolizisten Karl Stricker, in dessen Haus entgegen seiner Aussage noch eine Waffe gefunden wurde, konnte sie verhindern. Die Demolierung des Schlosses Loburg durch eine betrunkene Soldateska konnte mit ihrer Hilfe auch weitgehend eingedämmt werden. 

„Daß diese tapfere, vorbildliche, selbstlose Frau in schwerster Zeit in Ostbevern tätig war, ist für die ganze Gemeinde zweifellos ein echter Glücksfall gewesen.“

## Nach dem Krieg
Sie stand dem Berufungsausschuss für Entnazifizierung im Regierungsbezirk Münster vor. Schließlich verzog sie nach Münster. Im Alter von 66 Jahren verstarb sie in einem Pflegeheim in Lengerich an einem längeren Krebsleiden.